# Чорний Ліс (лісовий заказник, Ярмолинецький район)
Чо́рний ліс — лісовий заказник місцевого значення в Україні. Розташований у межах Ярмолинецького району Хмельницької області, при північній околиці смт Ярмолинці. 
Площа 289 га. Статус надано 1998 року. Перебуває у віданні ДП «Ярмолинецький лісгосп» (Ярмолинецьке лісництво, кв. 30—33). 
Статус надано з метою збереження частини лісового масиву з переважно грабовими насадженнями. 